# Puerto Vallarta Open (WTA)
Il Puerto Vallarta Open è un torneo femminile di tennis che si tiene a Puerto Vallarta in Messico dal 2024. Fa parte della categoria WTA 125 e si gioca sul  cemento all'aperto. La prima edizione del torneo femminile si è svolta nello stesso impianto di quello maschile, il Puerto Vallarta Open, sui campi del Parque Parota. Dal 2025 l'impianto è quello dello Sheraton Buganvilias Resort.

## Albo d'oro

### Singolare
| Anno | Categoria | Campionesse        | Finaliste         | Punteggio     |
| ---- | --------- | ------------------ | ----------------- | ------------- |
| 2024 | WTA 125   | McCartney Kessler  | Taylah Preston    | 5-7, 6-3, 6-0 |
| 2025 | WTA 125   | Jaqueline Cristian | Linda Fruhvirtová | 7-5, 6-4      |

### Doppio
| Anno | Categoria | Campionesse                    | Finaliste                            | Punteggio        |
| ---- | --------- | ------------------------------ | ------------------------------------ | ---------------- |
| 2024 | WTA 125   | Iryna Šymanovič Renata Zarazúa | Angelica Moratelli Camilla Rosatello | 6-2, 7-6(1)      |
| 2025 | WTA 125   | Hanna Chang Christina McHale   | Maya Joint Ena Shibahara             | 2-6, 6-2, [10-7] |